# 側帶齧脂鯉
側帶齧脂鯉，為輻鰭魚綱脂鯉目脂鯉亞目脂鯉科的其中一個種，分布於南美洲阿根廷烏拉圭河流域，體長可達6.8公分，棲息在水質清澈、流動的溪流、水塘，生活習性不明。